# Burnin Red Ivanhoe
Burnin Red Ivanhoe ist eine dänische Progressive-Rock-Band, die 1967 in Kopenhagen gegründet wurde.

## Bandgeschichte
Die Band hatte 1968 ihren ersten Auftritt noch unter dem Namen The Burnin Red Ivanhoes. Bald wurde Per Kragh-Møller durch Bo Thrige Andersen ersetzt und Steen Lange durch Arne Würgler, der Bandname wurde zu Burnin Red Ivanhoe verkürzt. Das Plattenlabel Sonet wurde auf die Band aufmerksam und veröffentlichte 1969 ihr Debütalbum M 144 als Doppel-LP. Neben Claësson, Vogel, Würgler und Anderson waren als neue Bandmitglieder auch Kim Menzer (Gesang, Trompete, Saxofon und Mundharmonika), Ole Fick (Gesang und Gitarre), Steffen Andersen und Mads Vinding (beide Bass) daran beteiligt. Burnin Red Ivanhoe spielen auf M 144 von Blues und Jazz beeinflussten Proto-Progressive-Rock mit dänischen Texten.
Nach dem Debüt wurde Jess Stæhr einziger Bassist der Band. Diese Besetzung blieb drei Jahre stabil. Burnin Red Ivanhoe tourten im In- und Ausland. Nach einem Auftritt bei den Berliner Jazztagen 1969 störten ihre Fans den nachfolgenden Auftritt einer Jazzband so sehr, dass das Konzert abgebrochen werden musste. Trotz einer ersten Trennung im Jahr 1972 und mehreren Wiedervereinigungen veröffentlichte die Formation bis 1974 fünf weitere Alben, auf denen z. T. Einflüsse aus Canterbury Sound, Folk und Hard Rock zu Tage treten. Auf Right On von 1974 sind Kenneth Knudsen (Keyboard) und Karsten Lyng (Gesang), jedoch nicht mehr Kim Menzer zu hören. Karsten Vogel war in der Zwischenzeit schon mit seiner neuen Fusion-Band Secret Oyster aktiv geworden.
Im Jahr 1980 fanden Fick, Vogel, Menzer, Andersen und Stæhr nochmals für ein Studioalbum zusammen, am 1998er Album waren neben Fick, Vogel und Menzer noch Klaus Menzer (Schlagzeug), Janne Eilskov (Gesang), Rasmus Hedeboe (Gitarre) sowie Assi Roar und Jon Bruland (Bass) beteiligt. Außerdem erschien 2009 ein Album mit Liveaufnahmen aus den frühen 1970er Jahren. Burnin Red Ivanhoe treten heute immer noch regelmäßig live auf.

## Diskografie
- 1969: M 144
- 1969: De danske hjertevarmere (EP)
- 1970: Burnin Red Ivanhoe
- 1971: 6 Elefantskovcikadeviser (mit Povl Dissing)
- 1971: W.W.W.
- 1972: Miley Smile/Stage Recall
- 1974: Burnin Live
- 1974: Right On
- 1980: Shorts
- 1998: Lack of Light
- 2009: Live 1970–74
- 2013: Canal Trip (Kompilation)
- 2013: BRI